# Ara Sargsjan

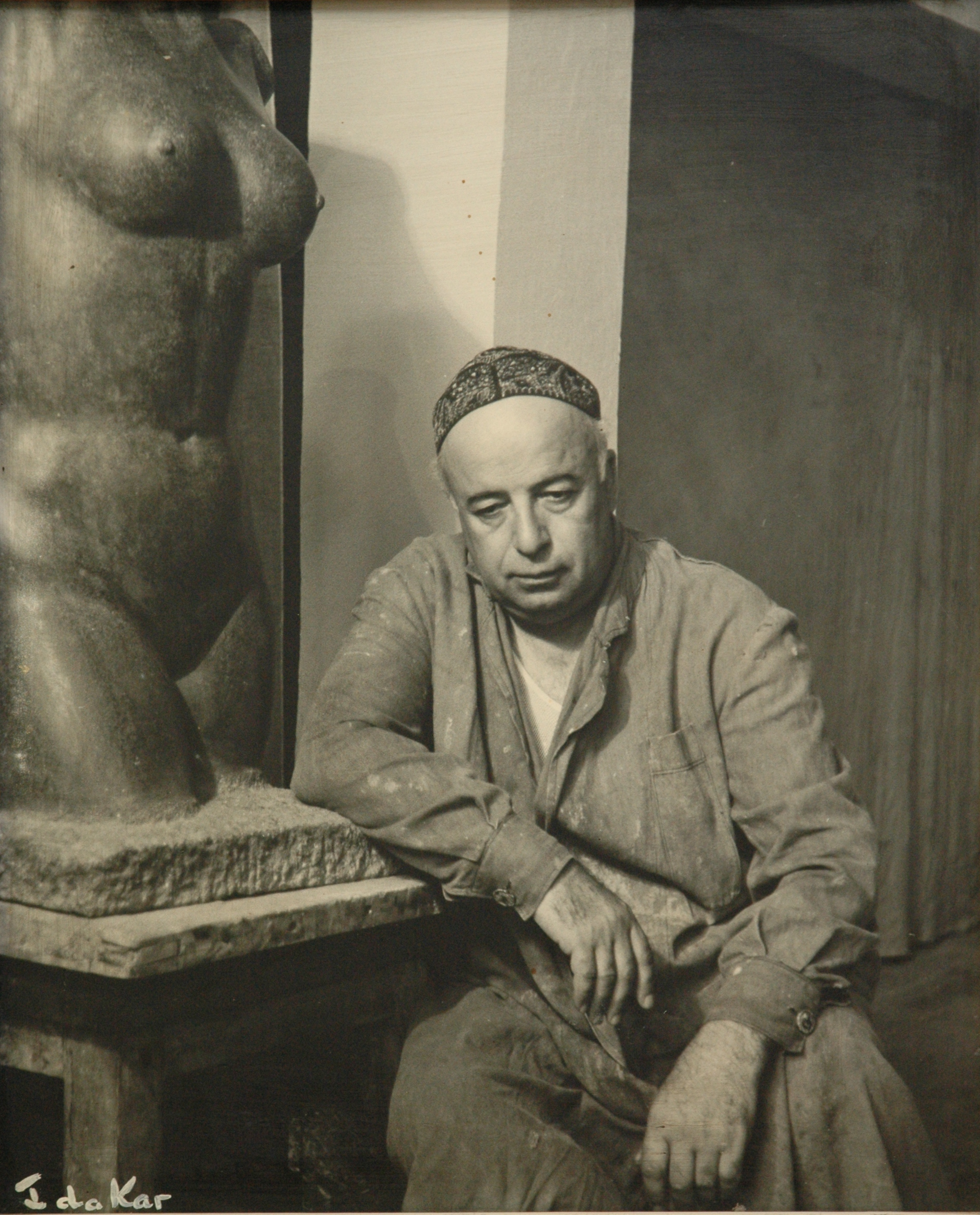
Ara Sargsjan

Ara Migranowitsch Sargsjan (russisch Ара Мигранович Сарксян, armenisch Արա Միհրանի Սարգսյան; * 25. Märzjul. / 7. April 1902greg. in Konstantinopel, Osmanisches Reich; † 13. Juni 1969 in Jerewan, Armenische SSR) war ein osmanisch-sowjetischer Bildhauer und Hochschullehrer armenischer Herkunft.

## Leben
Schon als Kind formte Sargsjan kleine Tonfiguren. Er besuchte die armenische Jessajan-Schule in Konstantinopel und arbeitete dann als Schreiber und Zeichner. Nach dem Ende des Ersten Weltkriegs begann er 1919 eine vierjährige Ausbildung am Kunstseminar Konstantinopel, die er bereits nach zwei Jahren beendete.
Sargsjans erste Skulpturen spiegeln seine Gefühle im Zusammenhang mit dem Ersten Weltkrieg und dem Völkermord an den Armeniern wider. Er begann eine Europa-Reise, kam nach Neapel, Rom und konnte schließlich in Wien bleiben, wo er 1921–1924 an der Akademie der bildenden Künste Bildhauerei in der Meisterschule studierte. Einige seiner Skulpturen befinden sich in Museen der Stadt Wien, der Universität für Musik und darstellende Kunst Wien und der Mechitaristen. Er wandte sich dem Impressionismus zu und beteiligte sich an den Ausstellungen der Wiener Kunstgemeinschaft.
Nachdem Sargsjan in Wien die sowjetische Staatsbürgerschaft erhalten hatte, reiste er 1924 nach Jerewan. 1925–1930 lehrte er Bildhauerei an der Jerewaner Kunstschule. 1926 gründete er mit anderen die Armenische Filiale der 1922 gegründeten Assoziation der Künstler des Revolutionären Russlands (ACHRR), deren Vorsitzender er dann war.

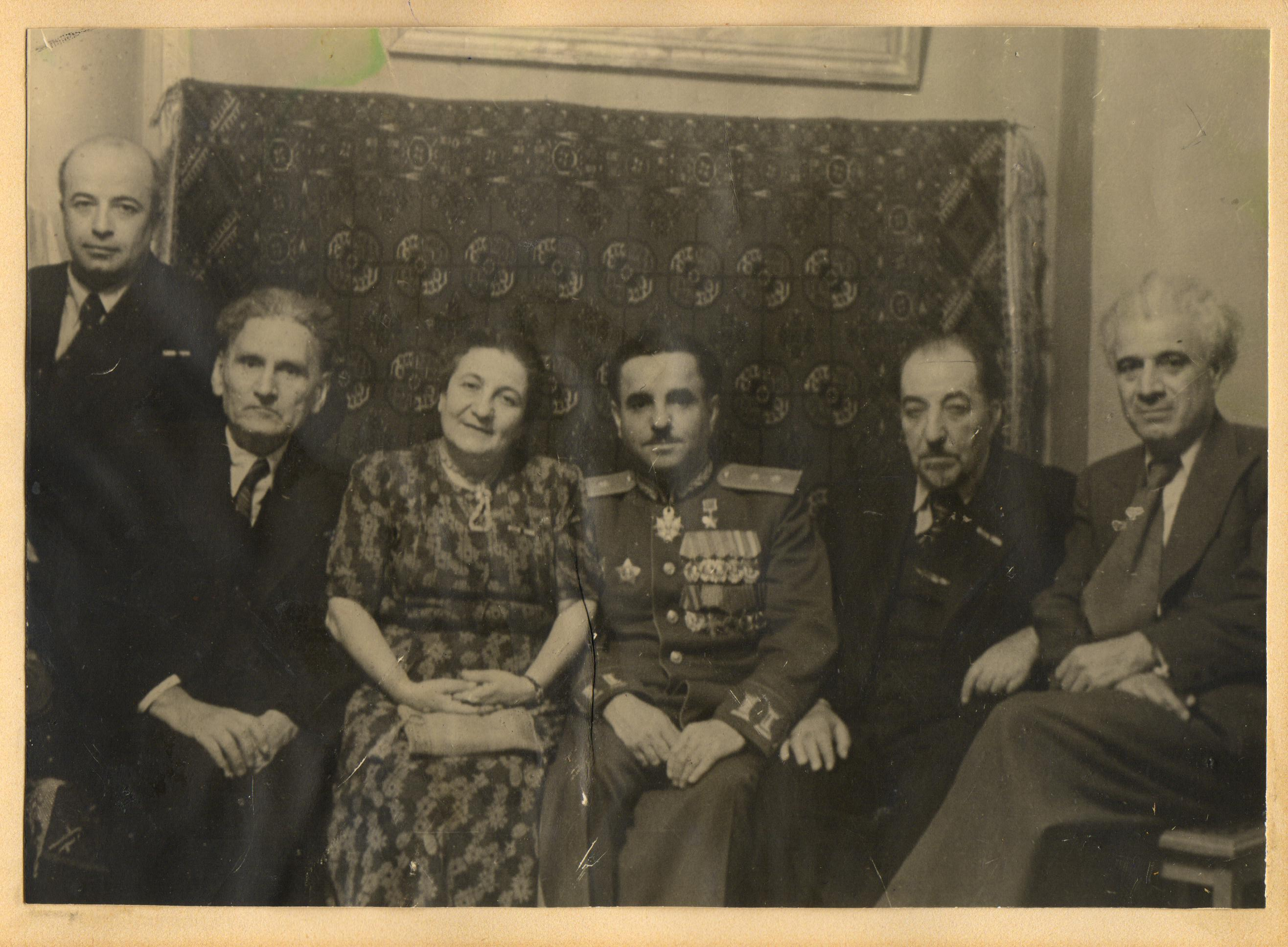
A. Sargsjan, M. Sarjan, H. Danieljan, S. Martirosjan, A. Issahakjan, W. Wagharschjan (1945), Ara-Sargsjan-und-Hakob-Kodschojan-Museum, Jerewan

Ab 1927 arbeitete Sargsjan als Theaterkünstler. Zu seinen Inszenierungen gehörten auch Hagop Baronians Ehrenwerte Bettler (1934 zusammen mit Mikael Aruttschjan in Leninakan) und Shakespeares Hamlet (1942). 1932–1937 leitete Sargsjan die Union der Künstler der Armenischen SSR. 1935 wurde er in das Zentralkomitee der Transkaukasischen Sozialistischen Föderativen Sowjetrepublik gewählt, die 1922–1936 bestand. 1939 wurde er Mitglied der KPdSU. Er war gewählter Deputierter des Obersten Sowjets der Armenischen SSR in der II. und III. Sitzungsperiode.
1945 wurde unter Sargsjans Leitung das Staatliche Institut für Theater und Kinematographie Jerewan gegründet, dessen erster Rektor er dann bis 1960 war. Ab 1954 leitete er den Lehrstuhl für Bildhauerei (1947 war er zum Professor ernannt worden). 1958 wurde er zum Vollmitglied der Akademie der Künste der UdSSR gewählt. Er war Mitglied der Union der Künstler der UdSSR und der Union der Architekten der UdSSR.
Sargsjan starb am 13. Juni 1969 in Jerewan und wurde im Komitas Pantheon beigesetzt.

## Ehrungen, Preise
- Verdienter Kunstschaffender der Armenischen SSR (1935)
- Ehrenzeichen der Sowjetunion (1939, 1945)[1]
- Medaille „Für die Verteidigung des Kaukasus“
- Medaille „Für heldenmütige Arbeit im Großen Vaterländischen Krieg 1941–1945“
- Volkskünstler der Armenischen SSR (1950)
- Orden des Roten Banners der Arbeit (1956)[1]
- Volkskünstler der UdSSR (1963)[1]
- Staatspreis der Armenischen SSR (1971 postum)[3]

## Werke, Auswahl

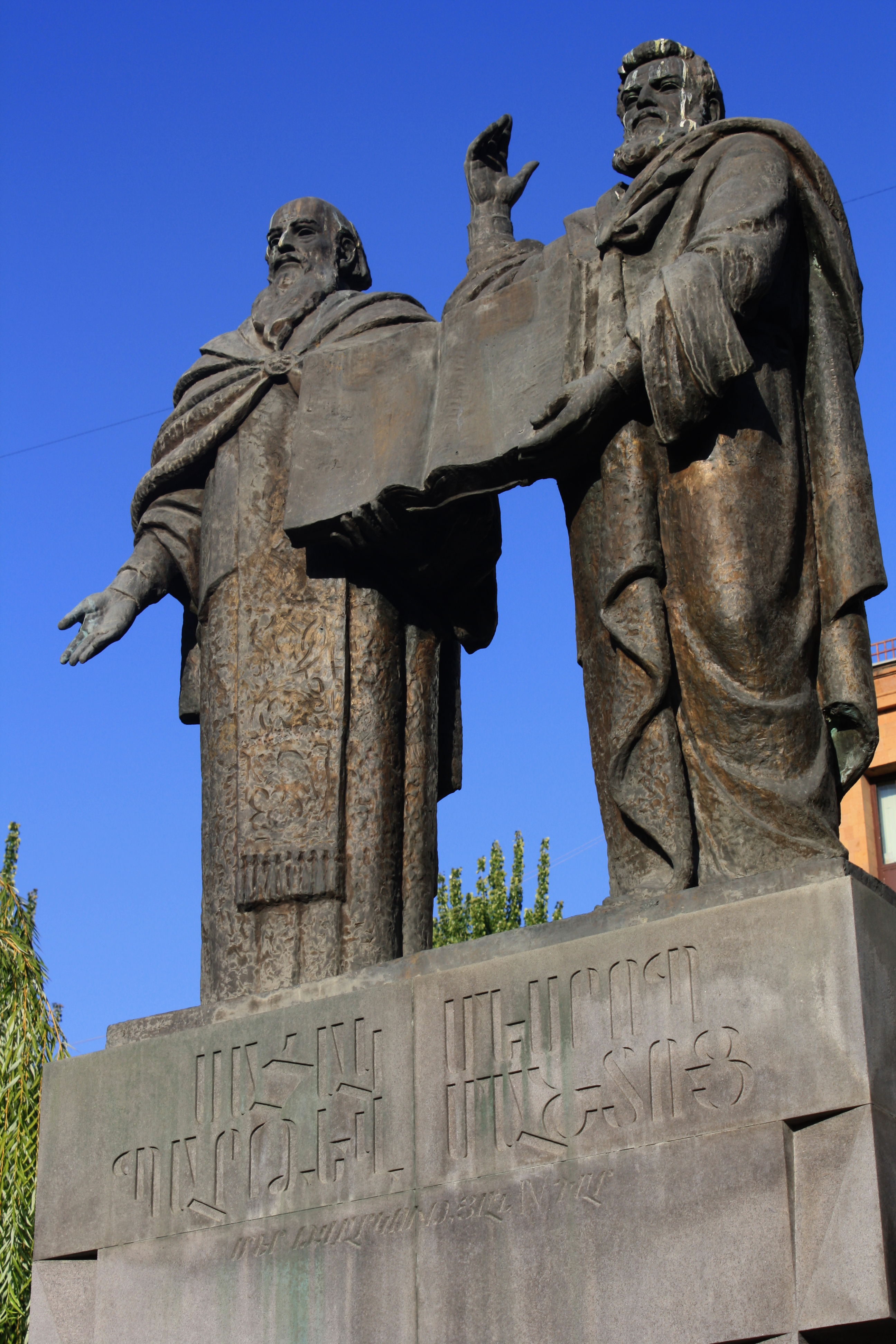
Isaak-Mesrop-Denkmal (1943) vor der Staatlichen Universität Jerewan
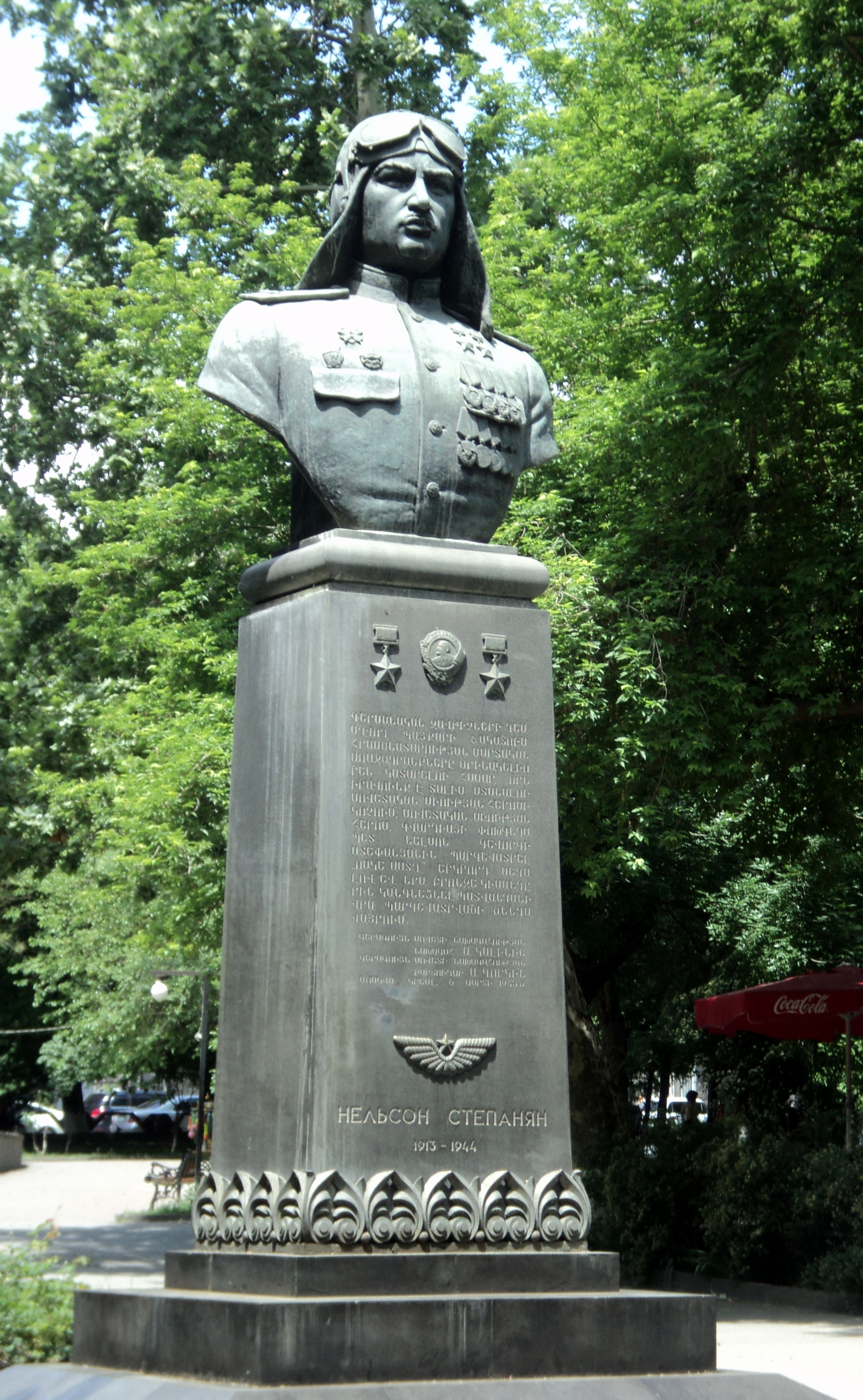
Flieger Nelson Stepanjan (1950),[3] Kinderpark, Kentron, Jerewan
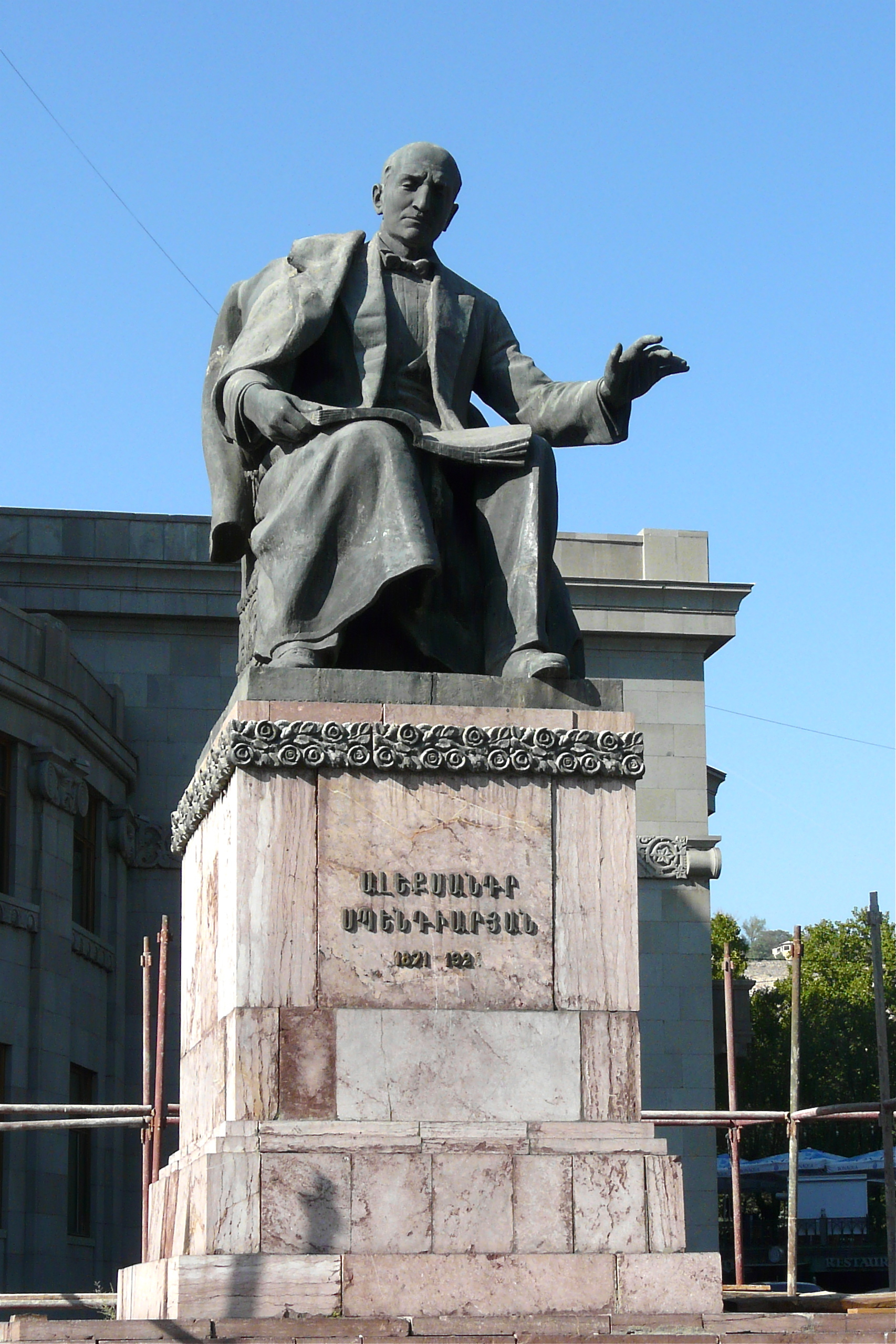
Aleksandr Spendiarjan (1957 mit G. Tschubarjan)[3] vor dem Opern- und Ballett-Theater Jerewan
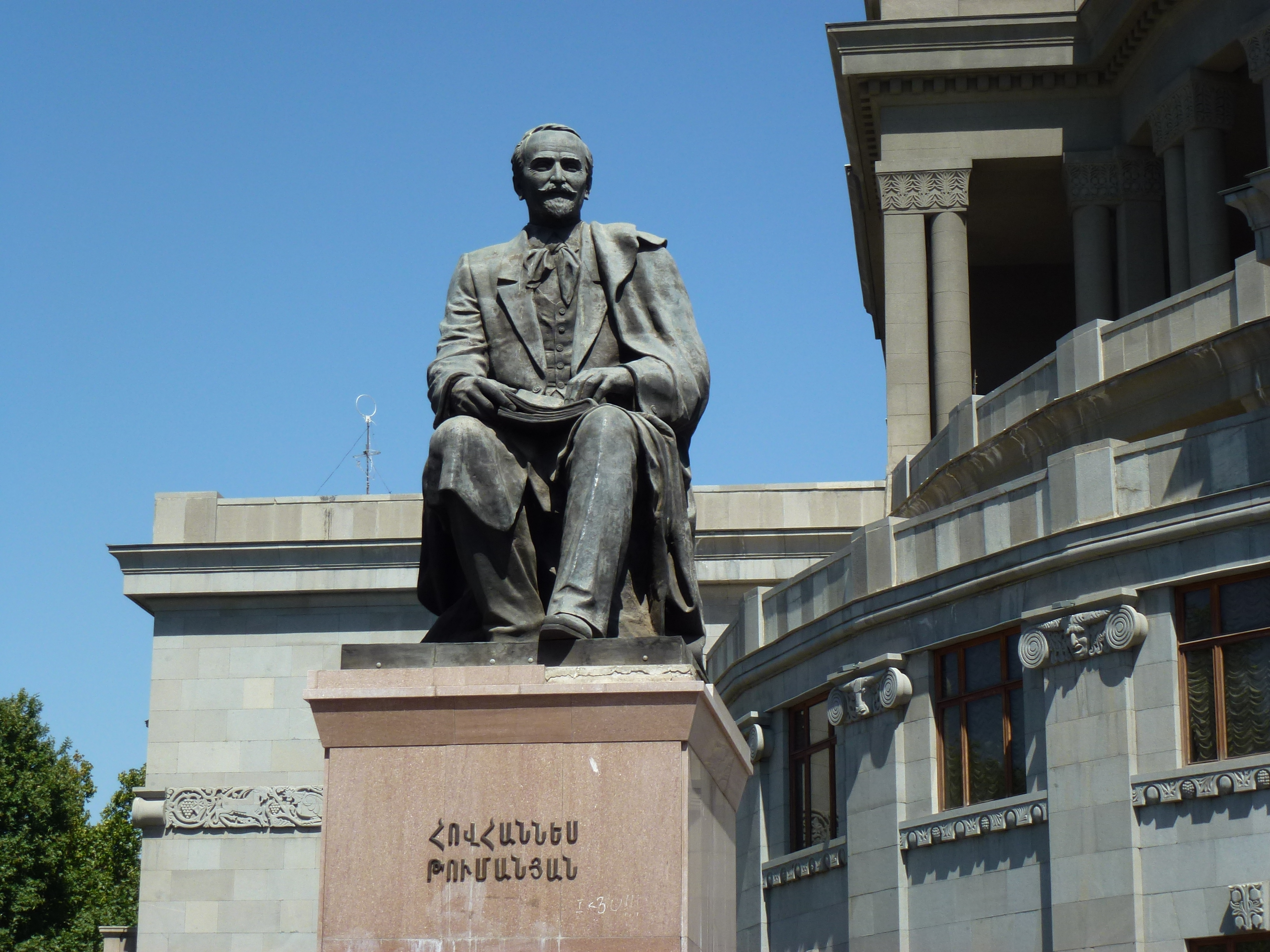
Tumanjan-Denkmal (1957)[3] vor dem Opern- und Ballett-Theater Jerewan
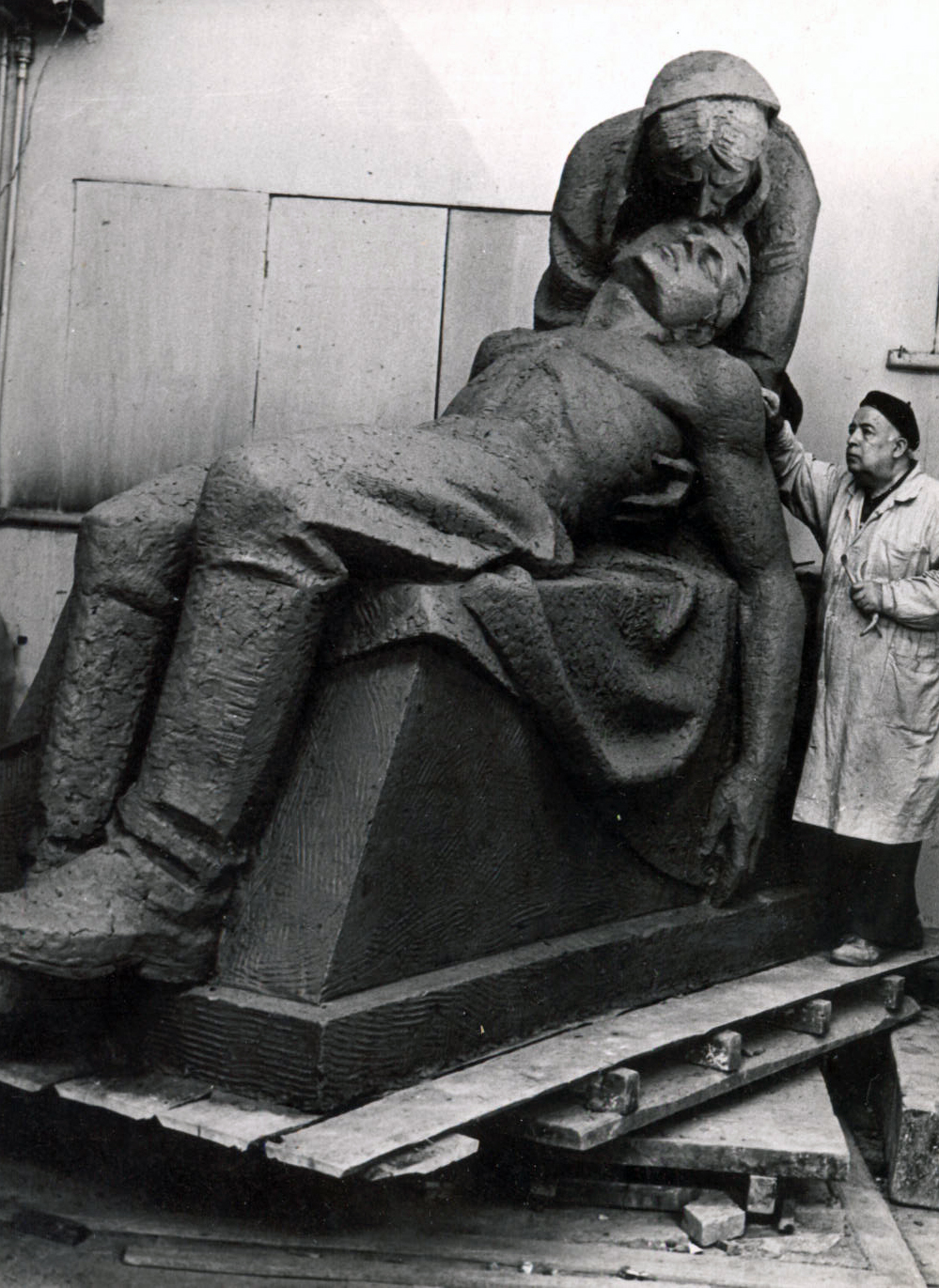
Zum Gedenken an einen toten Soldaten (1960), Ara-Sargsjan-und-Hakob-Kodschojan-Museum, Jerewan
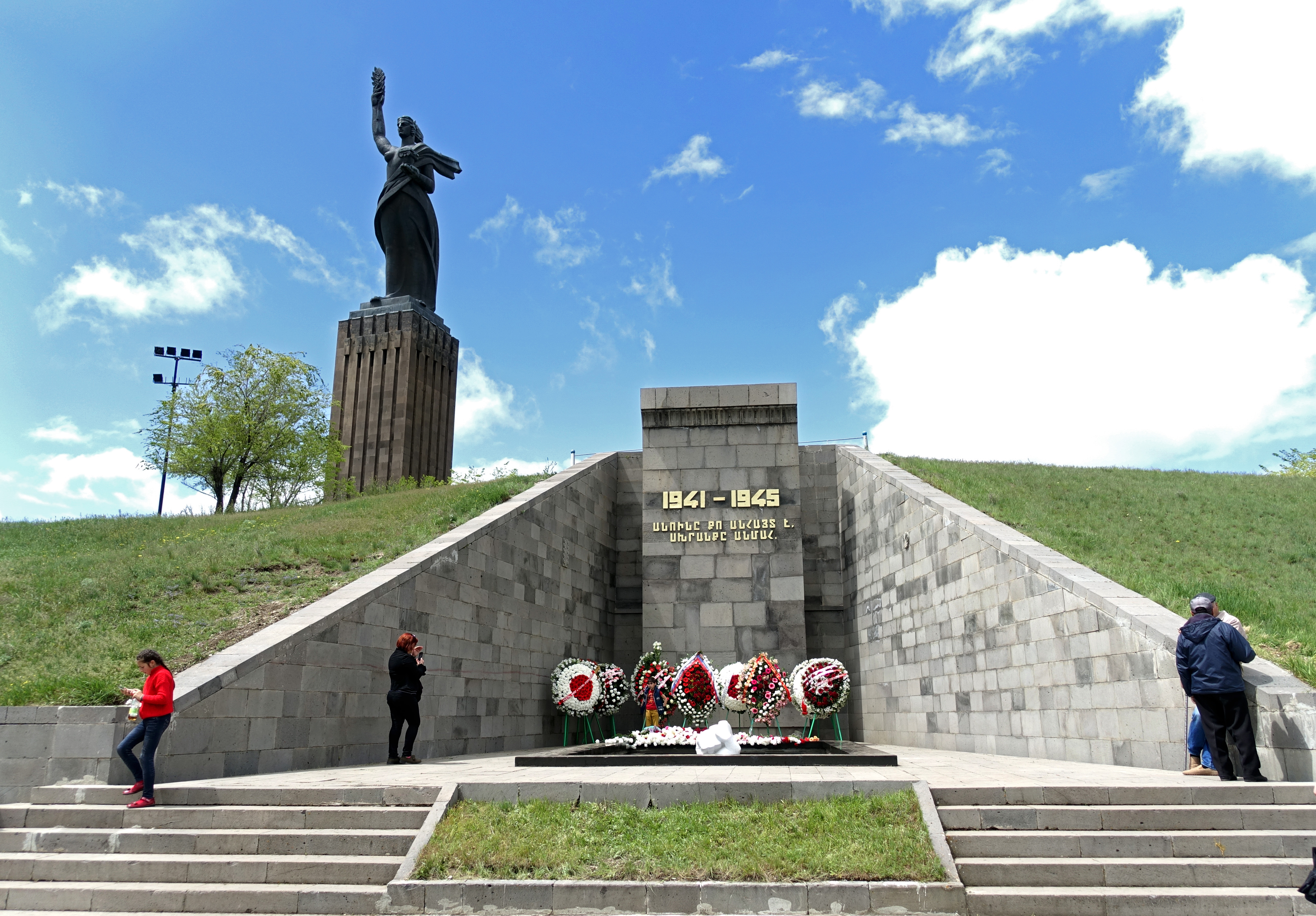
Mutter-Armenien (1965), 1975 aufgestellt in Leninakan
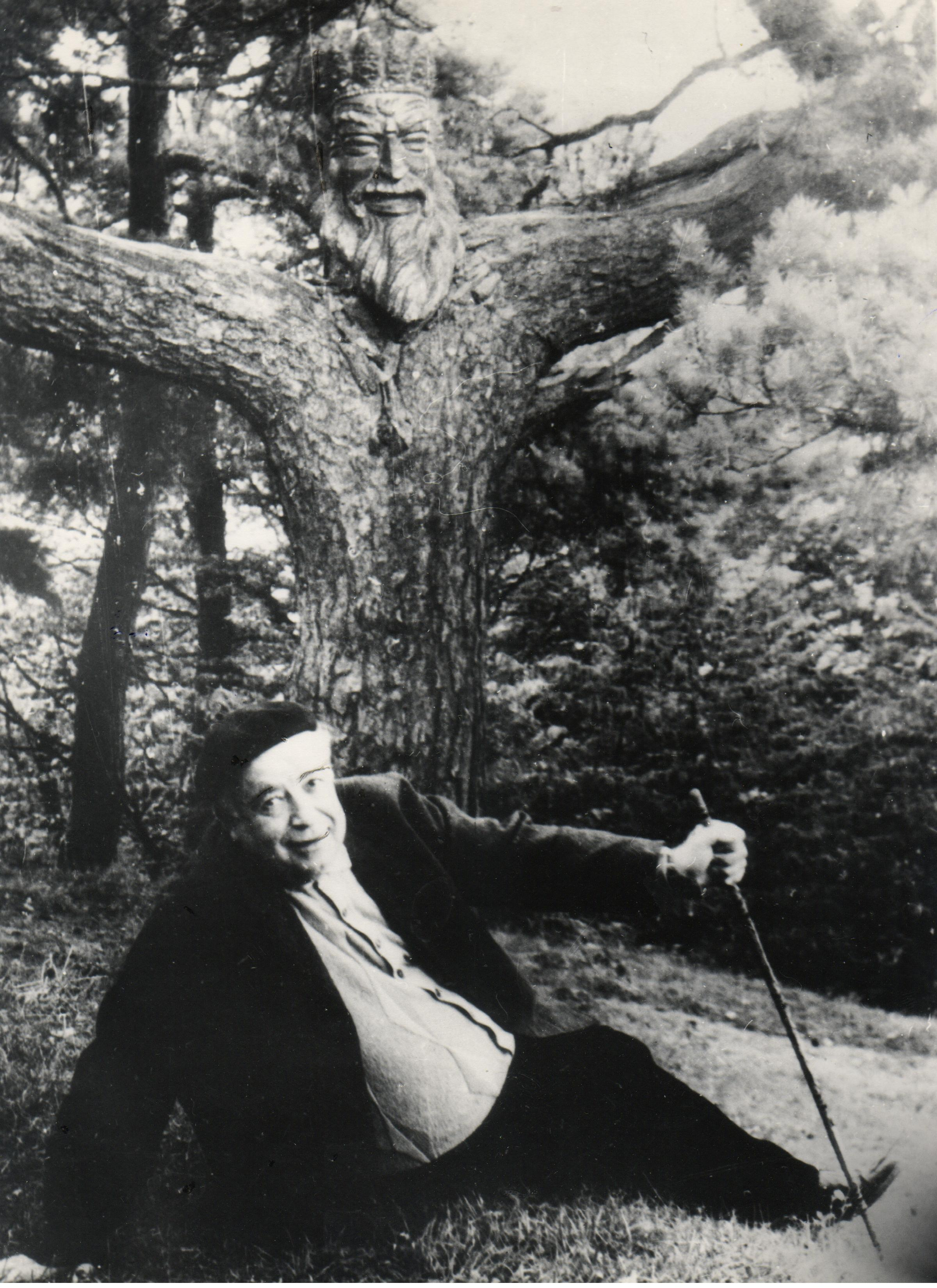
Waldkönig (1968), Dilidschan